# 茨城県道332号石下停車場線

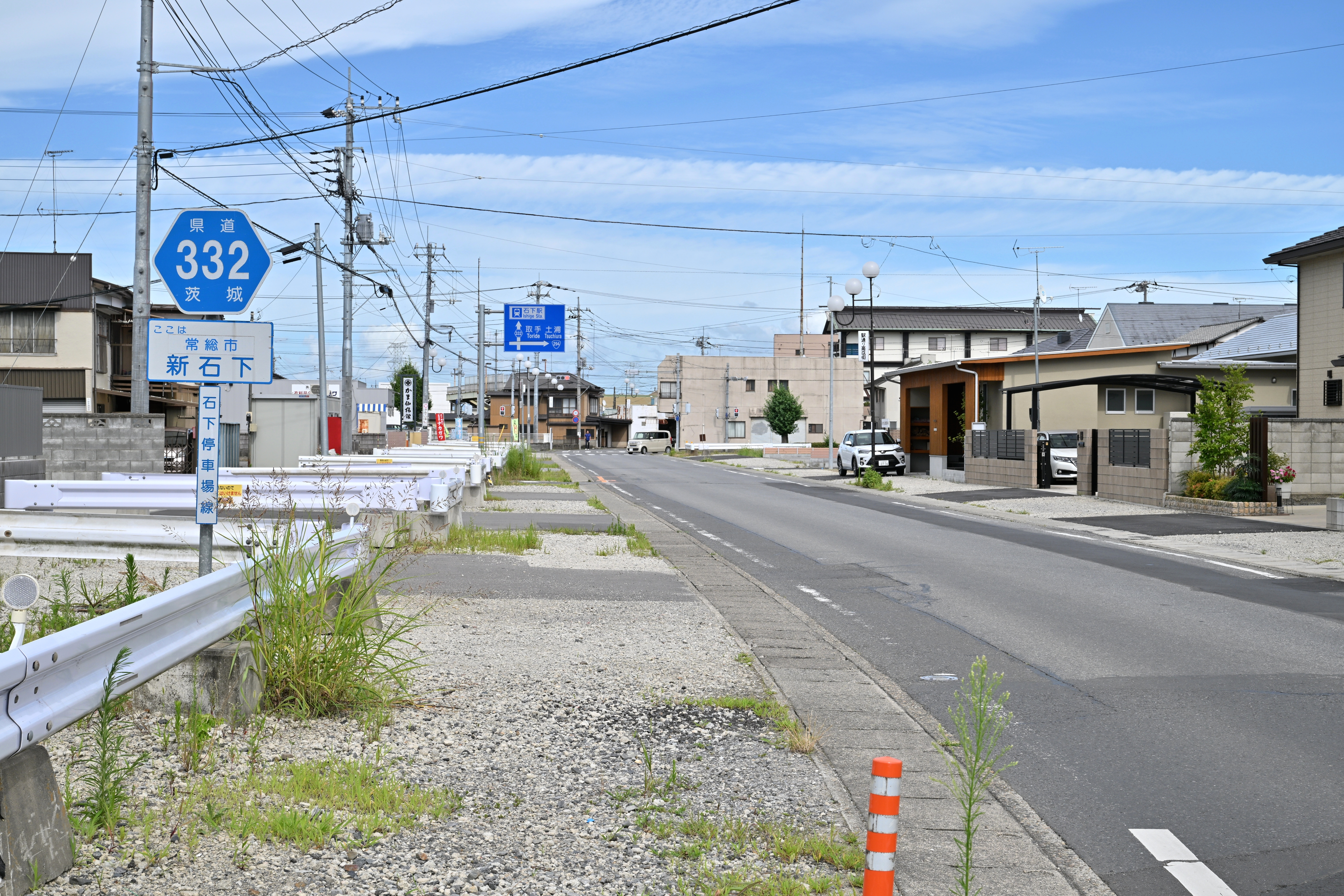
茨城県道332号石下停車場線
常総市新石下（2025年7月）

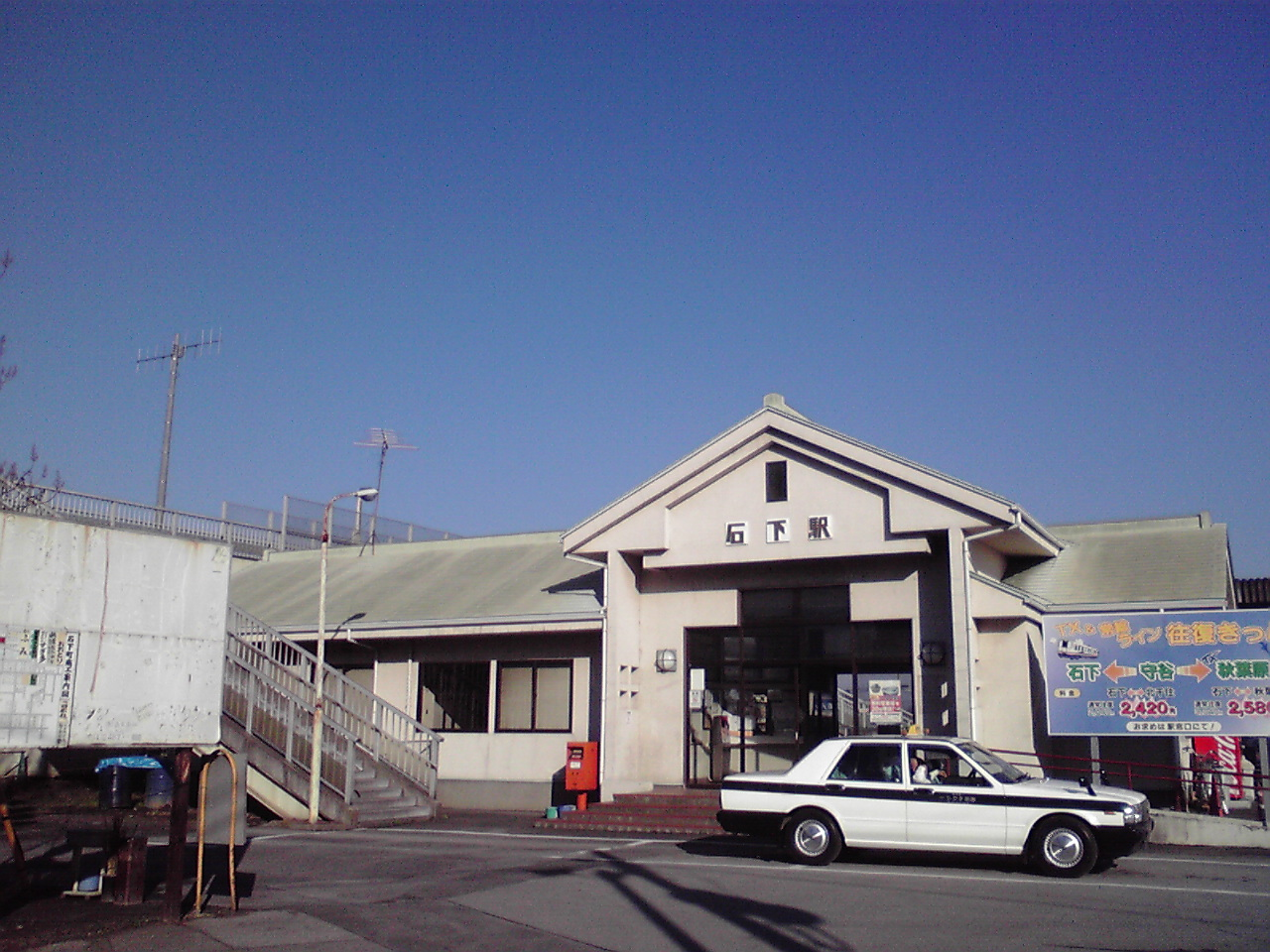
起点の石下駅

茨城県道332号石下停車場線（いばらきけんどう332ごう いしげていしゃじょうせん）は、茨城県常総市にある関東鉄道常総線石下駅と接続する県道である。

## 路線概要
- 起点：常総市新石下（石下駅）[1]
- 終点：常総市新石下（茨城県道357号谷和原筑西線交点）[1]
- 総延長：232 m[2]
- 重用延長：なし[2]
- 未供用延長：なし[2]
- 実延長：232 m[2]
- 自動車交通不能区間延長[注釈 1]：なし[2]

## 歴史
1959年（昭和34年）10月14日、新たな県道として結城郡石下町大字新石下の石下停車場を起点とし、県道下館取手線交点（現在は県道谷和原筑西線）交点を終点とする区間を本路線とする県道石下停車場線として茨城県が県道路線認定した。
1995年（平成7年）に整理番号332となり現在に至る。

### 年表
- 1913年（大正2年）11月1日：石下駅が開業する。
- 1920年（大正9年）4月1日：現在の路線の前身である石下停車場線が路線認定される。[3]
- 1959年（昭和34年）10月14日
現在の路線が路線認定される（図面対象番号298）[4]。道路の区域は、結城郡石下町大字新石下の石下停車場から結城郡石下町大字本石下の主要地方道下館取手線交点までと決定された[1]。
- 1995年（平成7年）3月30日：整理番号が整理番号350から現在の番号（整理番号332）に変更される[5]。
- 2020年（令和2年）3月30日：常総市新石下（石毛駅前交差点 - 石毛駅入口交差点）の上下線を、電線共同溝を整備すべき道路に指定[6]。

## 接続する道路
- 茨城県道357号谷和原筑西線（旧国道294号）

## 沿線
- 関東鉄道常総線 石下駅
- つくばタウンホテル